# Ikornholmen
Ikornholmen, est une île dans le landskap Sunnhordland du comté de Vestland. Elle appartient administrativement à Kvinnherad.

## Géographie
Rocheuse et couverte d'arbres, toute en longueur, elle s'étend sur environ 470 m de longueur pour une largeur approximative de 66 m.